# Assim Madibo
Assim Omer Al Haj Madibo, noto semplicemente come Assim Madibo (Ajaccio, 22 ottobre 1996), è un calciatore qatariota di origini maliane, centrocampista dell'Lekhwiya e della nazionale qatariota.

## Statistiche

### Presenze e reti nei club
Statistiche aggiornate al 6 giugno 2023.
| Stagione         | Squadra          | Campionato       | Campionato | Campionato | Coppe nazionali | Coppe nazionali | Coppe nazionali | Coppe continentali | Coppe continentali | Coppe continentali | Altre coppe | Altre coppe | Altre coppe | Totale | Totale |
| Stagione         | Squadra          | Comp             | Pres       | Reti       | Comp            | Pres            | Reti            | Comp               | Pres               | Reti               | Comp        | Pres        | Reti        | Pres   | Reti   |
| ---------------- | ---------------- | ---------------- | ---------- | ---------- | --------------- | --------------- | --------------- | ------------------ | ------------------ | ------------------ | ----------- | ----------- | ----------- | ------ | ------ |
| 2015-gen. 2016   | LASK             | EL               | 1          | 0          | CA              | 0               | 0               | -                  | -                  | -                  | -           | -           | -           | 1      | 0      |
| gen. 2016        | LASK Juniors     | 4D               | 4          | 0          | -               | -               | -               | -                  | -                  | -                  | -           | -           | -           | 4      | 0      |
| gen.-giu. 2016   | Leonesa          | SDB              | 1          | 0          | -               | -               | -               | -                  | -                  | -                  | -           | -           | -           | 1      | 0      |
| 2016-2017        | Al-Duhail        | QSL              | 12         | 0          | -               | -               | -               | ACL                | 4                  | 0                  | SQ          | 0+          | 0           | 16+    | 0      |
| 2017-gen. 2018   | Eupen            | D1               | 0          | 0          | CB              | 0               | 0               | -                  | -                  | -                  | -           | -           | -           | 0      | 0      |
| gen.-apr. 2018   | Al-Gharafa       | QSL              | 7          | 0          | CQ+EQC          | 0+1+            | 0               | ACL                | 6                  | 0                  | -           | -           | -           | 14+    | 0      |
| 2018-2019        | Al-Duhail        | QSL              | 15         | 0          | CQ+EQC          | 0+              | 0+              | ACL+ACL            | 2+4                | 0+0                | SQ          | 1           | 0           | 22+    | 0+     |
| 2019-2020        | Al-Duhail        | QSL              | 10         | 0          | CQ+EQC          | 0+              | 0+              | ACL                | 2                  | 0                  | SQ          | 1           | 0           | 13+    | 0+     |
| 2020-2021        | Al-Duhail        | QSL              | 4          | 0          | QSL+EQC         | 0+2             | 0+0             | ACL                | 0                  | 0                  | CQ+CmC      | 2+1         | 0+0         | 9      | 0      |
| 2021-2022        | Al-Duhail        | QSL              | 16         | 0          | EQC             | 3               | 0               | ACL                | 4                  | 0                  | -           | -           | -           | 23     | 0      |
| 2022-2023        | Al-Duhail        | QSL              | 4          | 0          | QSL+EQC         | 0+0             | 0+0             | ACL                | 0                  | 0                  | CQ          | 0           | 0           | 4      | 0      |
| 2023-2024        | Al-Duhail        | QSL              | 3          | 0          | QSL+EQC         | 2+0             | 0+0             | ACL                | 3                  | 0                  | -           | -           | -           | 8      | 0      |
| Totale Al-Duhail | Totale Al-Duhail | Totale Al-Duhail | 64         | 0          |                 | 8+              | 0+              |                    | 19                 | 0                  |             | 5+          | 0           | 96+    | 0+     |
| Totale carriera  | Totale carriera  | Totale carriera  | 77         | 0          |                 | 9+              | 0+              |                    | 25                 | 0                  |             | 5+          | 0           | 116+   | 0+     |

### Cronologia presenze in nazionale
| Cronologia completa delle presenze e delle reti in nazionale ― Qatar | Cronologia completa delle presenze e delle reti in nazionale ― Qatar | Cronologia completa delle presenze e delle reti in nazionale ― Qatar | Cronologia completa delle presenze e delle reti in nazionale ― Qatar | Cronologia completa delle presenze e delle reti in nazionale ― Qatar | Cronologia completa delle presenze e delle reti in nazionale ― Qatar | Cronologia completa delle presenze e delle reti in nazionale ― Qatar | Cronologia completa delle presenze e delle reti in nazionale ― Qatar |
| Data                                                                 | Città                                                                | In casa                                                              | Risultato                                                            | Ospiti                                                               | Competizione                                                         | Reti                                                                 | Note                                                                 |
| -------------------------------------------------------------------- | -------------------------------------------------------------------- | -------------------------------------------------------------------- | -------------------------------------------------------------------- | -------------------------------------------------------------------- | -------------------------------------------------------------------- | -------------------------------------------------------------------- | -------------------------------------------------------------------- |
| 11-11-2017                                                           | Doha                                                                 | Qatar                                                                | 0 – 1                                                                | Rep. Ceca                                                            | Amichevole                                                           | -                                                                    | 34’                                                                  |
| 14-11-2017                                                           | Doha                                                                 | Qatar                                                                | 1 – 1                                                                | Islanda                                                              | Amichevole                                                           | -                                                                    | 76’                                                                  |
| 14-12-2017                                                           | Doha                                                                 | Qatar                                                                | 1 – 2                                                                | Liechtenstein                                                        | Amichevole                                                           | -                                                                    | 61’                                                                  |
| 21-3-2018                                                            | Basra                                                                | Iraq                                                                 | 2 – 3                                                                | Qatar                                                                | Amichevole                                                           | -                                                                    |                                                                      |
| 24-3-2018                                                            | Basra                                                                | Qatar                                                                | 2 – 2                                                                | Siria                                                                | Amichevole                                                           | -                                                                    |                                                                      |
| 7-9-2018                                                             | Doha                                                                 | Qatar                                                                | 1 – 0                                                                | Cina                                                                 | Amichevole                                                           | -                                                                    | 72’                                                                  |
| 11-9-2018                                                            | Doha                                                                 | Qatar                                                                | 3 – 0                                                                | Palestina                                                            | Amichevole                                                           | -                                                                    | 47’ 70’                                                              |
| 12-10-2018                                                           | Doha                                                                 | Qatar                                                                | 4 – 3                                                                | Ecuador                                                              | Amichevole                                                           | -                                                                    | 86’                                                                  |
| 16-10-2018                                                           | Tashkent                                                             | Uzbekistan                                                           | 2 – 0                                                                | Qatar                                                                | Amichevole                                                           | -                                                                    |                                                                      |
| 14-11-2018                                                           | Lugano                                                               | Svizzera                                                             | 0 – 1                                                                | Qatar                                                                | Amichevole                                                           | -                                                                    | 62’                                                                  |
| 19-11-2018                                                           | Doha                                                                 | Qatar                                                                | 2 – 2                                                                | Islanda                                                              | Amichevole                                                           | -                                                                    | 7’                                                                   |
| 9-1-2019                                                             | al-'Ayn                                                              | Qatar                                                                | 2 – 0                                                                | Libano                                                               | Coppa d'Asia 2019 - 1º turno                                         | -                                                                    |                                                                      |
| 13-1-2019                                                            | al-'Ayn                                                              | Corea del Nord                                                       | 0 – 6                                                                | Qatar                                                                | Coppa d'Asia 2019 - 1º turno                                         | -                                                                    | 71’                                                                  |
| 17-1-2019                                                            | Abu Dhabi                                                            | Arabia Saudita                                                       | 0 – 2                                                                | Qatar                                                                | Coppa d'Asia 2019 - 1º turno                                         | -                                                                    | 7’ 69’                                                               |
| 22-1-2019                                                            | Abu Dhabi                                                            | Qatar                                                                | 1 – 0                                                                | Iraq                                                                 | Coppa d'Asia 2019 - Ottavi di finale                                 | -                                                                    | 11’                                                                  |
| 29-1-2019                                                            | Abu Dhabi                                                            | Qatar                                                                | 4 – 0                                                                | Emirati Arabi Uniti                                                  | Coppa d'Asia 2019 - Semifinale                                       | -                                                                    |                                                                      |
| 1-2-2019                                                             | Abu Dhabi                                                            | Giappone                                                             | 1 – 3                                                                | Qatar                                                                | Coppa d'Asia 2019 - Finale                                           | -                                                                    |                                                                      |
| 6-6-2019                                                             | Brasilia                                                             | Brasile                                                              | 2 – 0                                                                | Qatar                                                                | Amichevole                                                           | -                                                                    | 81’                                                                  |
| 16-6-2019                                                            | Rio de Janeiro                                                       | Paraguay                                                             | 2 – 2                                                                | Qatar                                                                | Coppa America 2019 - 1º turno                                        | -                                                                    | 11’                                                                  |
| 19-6-2019                                                            | San Paolo                                                            | Colombia                                                             | 1 – 0                                                                | Qatar                                                                | Coppa America 2019 - 1º turno                                        | -                                                                    | 44’                                                                  |
| 5-9-2019                                                             | Doha                                                                 | Qatar                                                                | 6 – 0                                                                | Afghanistan                                                          | Qual. Mondiali 2022                                                  | -                                                                    |                                                                      |
| 10-9-2019                                                            | Doha                                                                 | Qatar                                                                | 0 – 0                                                                | India                                                                | Qual. Mondiali 2022                                                  | -                                                                    | 57’                                                                  |
| 27-3-2021                                                            | Debrecen                                                             | Qatar                                                                | 2 – 1                                                                | Azerbaigian                                                          | Amichevole                                                           | -                                                                    | 21’ 46’                                                              |
| 4-7-2021                                                             | Pola                                                                 | El Salvador                                                          | 0 – 1                                                                | Qatar                                                                | Amichevole                                                           | -                                                                    |                                                                      |
| 17-7-2021                                                            | Houston                                                              | Grenada                                                              | 0 – 4                                                                | Qatar                                                                | Gold Cup 2021 - 1º turno                                             | -                                                                    | 60’                                                                  |
| 20-7-2021                                                            | Houston                                                              | Honduras                                                             | 0 – 2                                                                | Qatar                                                                | Gold Cup 2021 - 1º turno                                             | -                                                                    | 83’                                                                  |
| 25-7-2021                                                            | Glendale                                                             | Qatar                                                                | 3 – 2                                                                | El Salvador                                                          | Gold Cup 2021 - Quarti di finale                                     | -                                                                    | 76’                                                                  |
| 1-9-2021                                                             | Debrecen                                                             | Qatar                                                                | 0 – 4                                                                | Serbia                                                               | Amichevole                                                           | -                                                                    | 73’                                                                  |
| 4-9-2021                                                             | Debrecen                                                             | Qatar                                                                | 1 – 3                                                                | Portogallo                                                           | Amichevole                                                           | -                                                                    | 88’                                                                  |
| 7-9-2021                                                             | Lussemburgo                                                          | Lussemburgo                                                          | 1 – 1                                                                | Qatar                                                                | Amichevole                                                           | -                                                                    | 72’                                                                  |
| 9-10-2021                                                            | Loulé                                                                | Portogallo                                                           | 3 – 0                                                                | Qatar                                                                | Amichevole                                                           | -                                                                    | 76’ 85’                                                              |
| 12-10-2021                                                           | Dublino                                                              | Irlanda                                                              | 4 – 0                                                                | Qatar                                                                | Amichevole                                                           | -                                                                    | 72’ 85’                                                              |
| 11-11-2021                                                           | Belgrado                                                             | Serbia                                                               | 4 – 0                                                                | Qatar                                                                | Amichevole                                                           | -                                                                    | 30’ 46’                                                              |
| 14-11-2021                                                           | Baku                                                                 | Azerbaigian                                                          | 2 – 2                                                                | Qatar                                                                | Amichevole                                                           | -                                                                    | 71’                                                                  |
| 30-11-2021                                                           | Al Khawr                                                             | Qatar                                                                | 1 – 0                                                                | Bahrein                                                              | Coppa araba FIFA 2021 - 1º turno                                     | -                                                                    | 82’                                                                  |
| 3-12-2021                                                            | Doha                                                                 | Oman                                                                 | 1 – 2                                                                | Qatar                                                                | Coppa araba FIFA 2021 - 1º turno                                     | -                                                                    | 46’                                                                  |
| 18-12-2021                                                           | Doha                                                                 | Egitto                                                               | 0 – 0 dts (4 – 5 dtr)                                                | Qatar                                                                | Coppa araba FIFA 2021 - Finale 3º posto                              | -                                                                    | 58’                                                                  |
| 26-3-2022                                                            | Al Rayyan                                                            | Qatar                                                                | 2 – 1                                                                | Bulgaria                                                             | Amichevole                                                           | -                                                                    | 67’                                                                  |
| 29-3-2022                                                            | Al Rayyan                                                            | Qatar                                                                | 0 – 0                                                                | Slovenia                                                             | Amichevole                                                           | -                                                                    | 61’                                                                  |
| 9-11-2022                                                            | Marbella                                                             | Qatar                                                                | 1 – 0                                                                | Albania                                                              | Amichevole                                                           | -                                                                    | 75’                                                                  |
| 25-11-2022                                                           | Doha                                                                 | Qatar                                                                | 1 – 3                                                                | Senegal                                                              | Mondiali 2022 - 1º turno                                             | -                                                                    | 90+1’                                                                |
| 29-11-2022                                                           | Al Khawr                                                             | Paesi Bassi                                                          | 2 – 0                                                                | Qatar                                                                | Mondiali 2022 - 1º turno                                             | -                                                                    | 65’                                                                  |
| 7-1-2023                                                             | Basra                                                                | Kuwait                                                               | 0 – 2                                                                | Qatar                                                                | Coppa delle nazioni del Golfo 2023 - 1º turno                        | -                                                                    |                                                                      |
| 10-1-2023                                                            | Basra                                                                | Qatar                                                                | 1 – 2                                                                | Bahrein                                                              | Coppa delle nazioni del Golfo 2023 - 1º turno                        | -                                                                    |                                                                      |
| 13-1-2023                                                            | Basra                                                                | Qatar                                                                | 1 – 1                                                                | Emirati Arabi Uniti                                                  | Coppa delle nazioni del Golfo 2023 - 1º turno                        | -                                                                    |                                                                      |
| 16-1-2023                                                            | Basra                                                                | Iraq                                                                 | 2 – 1                                                                | Qatar                                                                | Coppa delle nazioni del Golfo 2023 - Semifinale                      | -                                                                    |                                                                      |
| 15-6-2023                                                            | Ritzing                                                              | Giamaica                                                             | 1 – 2                                                                | Qatar                                                                | Amichevole                                                           | -                                                                    | 46’                                                                  |
| 29-6-2023                                                            | Glendale                                                             | Qatar                                                                | 1 – 1                                                                | Honduras                                                             | Gold Cup 2023 - 1º turno                                             | -                                                                    | 90’                                                                  |
| 2-7-2023                                                             | Santa Clara                                                          | Messico                                                              | 0 – 1                                                                | Qatar                                                                | Gold Cup 2023 - 1º turno                                             | -                                                                    | 78’ 90+3’                                                            |
| 8-7-2023                                                             | Arlington                                                            | Panama                                                               | 4 – 0                                                                | Qatar                                                                | Gold Cup 2023 - Quarti di finale                                     | -                                                                    | 66’                                                                  |
| 5-6-2025                                                             | Doha                                                                 | Qatar                                                                | 1 – 0                                                                | Iran                                                                 | Qual. Mondiali 2026                                                  | -                                                                    | 73’                                                                  |
| 10-6-2025                                                            | Tashkent                                                             | Uzbekistan                                                           | 3 – 0                                                                | Qatar                                                                | Qual. Mondiali 2026                                                  | -                                                                    |                                                                      |
| Totale                                                               |                                                                      | Presenze                                                             | 52                                                                   |                                                                      | Reti                                                                 | 0                                                                    |                                                                      |

## Palmarès

### Club
- Qatar Stars League: 1

Al-Duhail: 2016-2017
- Sheikh Jassem Cup: 1

Al-Duhail: 2016

### Nazionale
- Coppa d'Asia: 1

2019